# Hemigymnostreptus iheringii
Hemigymnostreptus iheringii är en mångfotingart som först beskrevs av Henri W. Brölemann 1902.  Hemigymnostreptus iheringii ingår i släktet Hemigymnostreptus och familjen Spirostreptidae. Inga underarter finns listade i Catalogue of Life.